# 카를로 고치

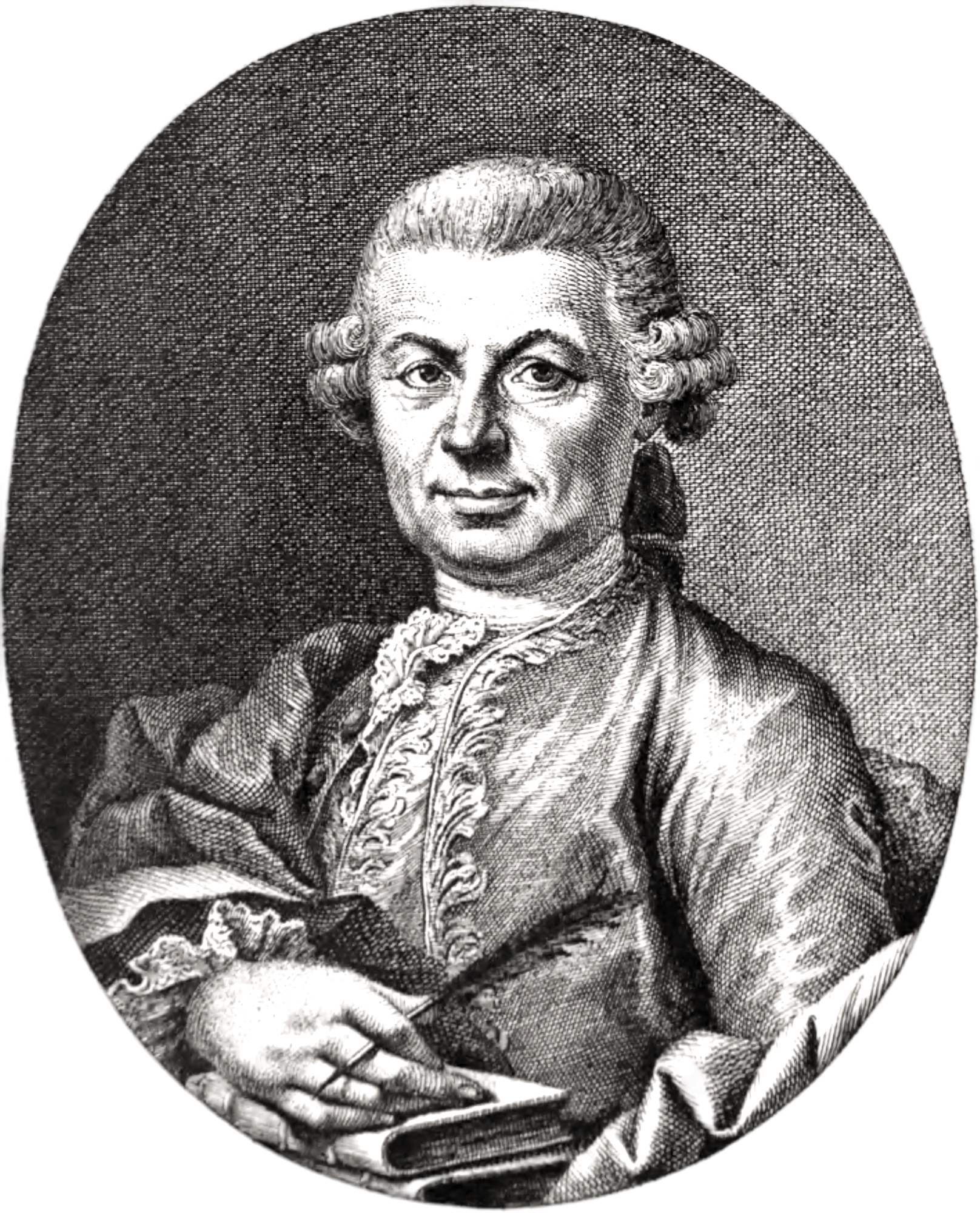
카를로 고치의 초상화

카를로 고치(Carlo Gozzi, 1720년 2월 13일 ~ 1806년 4월 4일)는 이탈리아의 극작가이다. 콤메디아 델라르테와 같은 전통적인 이탈리아 희극에 관심을 기울였으며, 초자연적 또는 신화적 요소를 사용한 풍자 목적의 동화를 바탕으로 한 희곡을 제작해 이탈리아에서 콤메디아 델라르테의 부흥을 이끌었다.